# リー・ハーヴェイ・オズワルド
リー・ハーヴェイ・オズワルド（英: Lee Harvey Oswald、1939年10月18日 - 1963年11月24日）は、アメリカ合衆国ケネディ大統領暗殺事件の実行犯とされている人物。アレック・J・ハイデル (Alek J. Hidell) あるいは O・H・リー (O.H. Lee) などの偽名も使用していた。ルイジアナ州ニューオーリンズ生まれ。逮捕の2日後、ジャック・ルビーによって暗殺される。

## 経歴

### 生い立ち
ニューオーリンズで生まれ育つ。父親はオズワルドが生まれる前に死亡しており、おじのチャールズ・マレット（ダッツという異名があった）に幼児期から思春期の生活を見てもらっていた。マレットはカルロス・マルセロの組織の人間でもあった。
兄弟とともに母親に育てられ、成績は平均的。年少期はスパイドラマが好きだった。不登校の経験がある。兄ロバートが海兵隊に入隊した時、オズワルドは民間航空パトロール（en:Civil Air Patrol, CAP）に参加していた。この頃からロシアの新聞を購読し始める。

### 海兵隊員

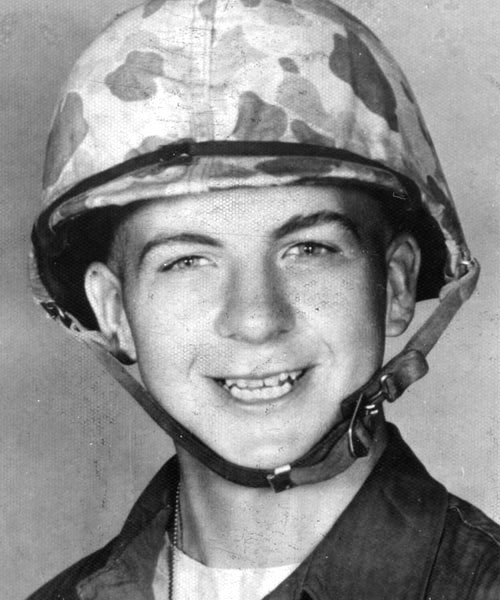
海兵隊時代のオズワルド（1956年撮影）

17歳で海兵隊に入隊したオズワルドは、公務の一環としてロシア語を専門的に勉強した。1957年から翌1958年、日本の厚木基地（海軍厚木航空施設）に勤務し、航空管制官を務めた。その頃の月給は85ドル以下だったという。軍病院によると性感染症を「職務の一環」で患っていた。
この頃、同僚殺害の容疑を掛けられたことがあるほか、銃の不法所持および発射の罪状で軍法会議において有罪判決を受けている。後述するソビエト連邦への亡命時、厚木基地勤務時代に得たロッキードU2偵察機の機密情報をソ連当局に提供し、この情報が元で、1960年5月1日にソビエト上空で偵察飛行を行っていた同型機が撃墜されたのではないかとする説がある（U-2撃墜事件）。

#### 「射撃の名手」説

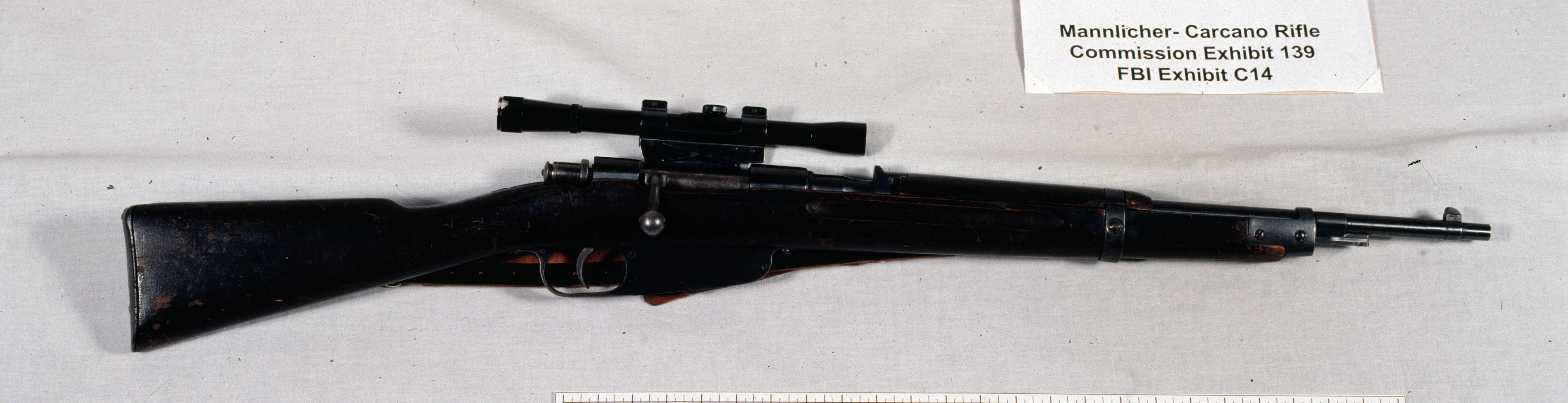
オズワルドが使用したとされるライフル銃「カルカノM91/38」

アメリカ海兵隊には特級射手 (expert) 、一級射手 (sharpshooter) 、二級射手 (marksman) の資格が存在する。オズワルドは海兵隊在籍中の1956年12月に、一級射手の資格に必要な得点を辛うじて上回った。しかしながら、1959年5月には、二級射手の資格に必要な得点は何とかクリアしたが、一級射手の資格に必要な得点には程遠い成績であった。そのため、オズワルドがライフルで、彼が証言した位置から移動するケネディを正確に素早く狙撃したという説に対し、一部の懐疑論者は疑問を呈している。
ケネディの狙撃時、オズワルドは自前のマンリッヒャー＝カルカノのライフル（イタリア製「カルカノM1938」のバリエーションである「カルカノM91/38」）に、通販で同時購入した4x18倍率の日本製スコープを使用したとされている。この銃では、狙撃のエキスパートによる実験では成功例もあるが、オズワルドにそれが可能であったかどうかは判定できない。

### ソ連への亡命
厚木基地勤務時代にロシア語を学んでいたオズワルドは、スイスの学校へ入学申請し、パスポートを取得し、除隊後の1959年、フィンランドでソビエト連邦の旅行ビザを取得し、ソビエト連邦に旅行しそのまま亡命した。アメリカのスパイとして疑われ、追放されることを避けるために自殺を試みた。退院後すぐ、在モスクワ・アメリカ大使館を訪れ、「マルクス主義者である」と主張し、パスポートを返却してアメリカ市民権を放棄しようとしたが、大使館員の説得を受けてそのまま帰宅した。その後ソ連当局はオズワルドに1年単位のビザを与え、ミンスクでの生活を許可した。
彼はテレビ工場で働き、ソ連人女性マリーナ（旧名はマリーナ・ニコラーイェフナ・プルサコワ）と結婚した。マリーナとの間にジューン・リー・オズワルド（1962年2月15日生まれ）とオードリー・マリーナ・レイチェル・オズワルド（1963年10月20日生まれ）の2人の娘がいる。

### アメリカへの帰還
オズワルドはその後考えを変え、マリーナと娘を連れて1962年にアメリカへ帰国した。入国許可が下りるまでに6ヶ月間を要したが、亡命し軍事機密を引き渡した疑いのある人物にもかかわらず、オズワルドの帰国をアメリカ合衆国連邦政府は許可した（ただし米軍側はオズワルドが亡命した際コールサインや周波数等を大金を投じ変更する等、漏洩に対する対策を取っている）。
ソ連という仮想敵国の国民であった妻子の入国も許可された。オズワルドは帰国後、ダラス近くのフォートワースに居住し溶接工、写真現像印刷工など職を転々とする。。

### ウォーカー将軍狙撃事件

「裏庭写真」として知られる一枚。手に持っているカルカノのライフルをウォーカー将軍狙撃事件・ケネディ大統領暗殺事件で使用したとされている。

1963年3月にはカルカノのカービン銃を、A・J・ハイデルという偽名で購入している。同年4月10日には、反共主義者として知られたエドウィン・ウォーカー将軍を、ウォーカー将軍の自宅で狙撃したが、これはケネディ大統領暗殺事件に明らかになった。
なお帰国直後からオズワルド夫妻はロシアから帰化したジョージ・ド・モーレンシルトと親しく交友していたが、オズワルドはド・モーレンシルトに対して、オズワルド家の裏庭で撮られた有名な写真をサイン入りで送っている（この写真はウォーカー将軍狙撃事件と前後して撮影された）。

### 疑惑の行動
オズワルドはニューオーリンズに居を移し、コーヒー会社で働いた。1963年の夏頃には、伯父のダッツ・マレットが運営するニューオーリンズの競馬賭博事業で賭け金徴収人として働いた。
フィデル・カストロの支援団体「キューバ公平委員会」(Fair Play for Cuba Committee) の支部を設立したと自称するが、住所や支部長名などすべて架空のものであった。アルバイトを2名雇い、ビラ配布を行うが、反カストロ派とトラブルになり罰金をわざと払わずに逮捕されて、FBI捜査官に連絡するよう要求し、FBIの尋問を受けた。テレビインタビューにも応じ、「共産主義者ではなく、マルクス主義者」だと主張、ラジオ番組にも出演している。しかし一方で、オズワルドは反カストロ支持者と接触しゲリラ戦術に使える海兵隊マニュアルを提供するなど矛盾した行動をとった。
1963年9月27日にはメキシコに赴き、ソ連へ向かう経由地としてキューバのトランジット入国ビザを申請するため、キューバ大使館を訪問した。ソ連へのビザがない限りキューバへの入国ビザは発行できないと言われ、ソ連大使館を訪問した。オズワルドがソ連大使館で面会した2人の大使館員（ヴァレリー・コスチコフ、パベル・ヤスコフ）はKGBの工作員であった。
この頃にはロシア人妻マリーナとの結婚生活はほとんど破綻しており、彼女と娘は友人ルース・ペイン宅に身を寄せていた。オズワルドはその上、仕事もなく失業手当を受給していた。帰国した当初は溶接工、写真現像印刷工、コーヒー会社などで働いていたが、どれもすぐに解雇または自ら退職している。
その後、デイヴィッド・フェリー、ガイ・バニスターといった反カストロ派の活動家と頻繁に会うようになる（フェリーもバニスターもカルロス・マルセロの仕事を請け負ったことのある人物であった）。

### ケネディ大統領暗殺と逮捕

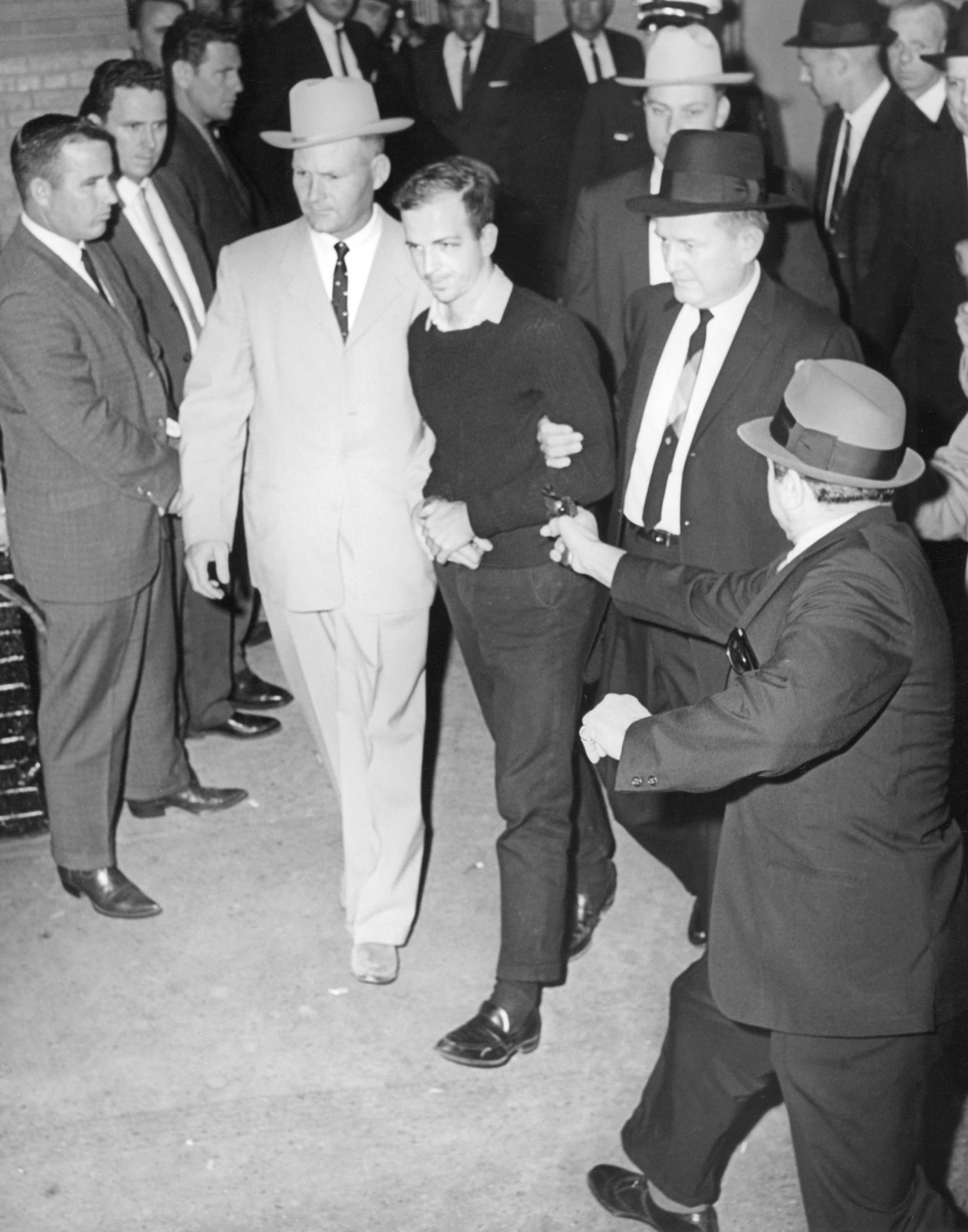
銃撃される瞬間

ルース・ペインは近所の人からテキサス教科書倉庫に求人があるかもしれないと教えてもらい、電話をして求人を確認する。それをオズワルドに伝え面接を受け、1963年10月19日、オズワルドはテキサス教科書倉庫に就職した。翌月の11月22日、ジョン・F・ケネディ大統領が、遊説のためダラスを訪れる。ウォーレン委員会の報告書では、1963年11月22日午後0時30分頃、オズワルドが働いていたテキサス州ダラスの教科書倉庫ビル6階の窓から狙撃し、ケネディ大統領を暗殺したと発表している。
事件発生直後、手ぶらで、2階食堂に歩いて入ったところを、銃を構えた警察官に呼び止められている。警察官が管理人にオズワルドのことを尋ねると「ここで働いている」と答えた。その後、建物を出たオズワルドは、職務質問を行ってきたJ・D・ティピット巡査を殺害、その後入り込んだテキサス劇場で警察官殺害容疑で逮捕されている。
オズワルドは、逮捕直後から記者団の前で「過去の亡命につけこまれた」「自分は嵌められた」「身代わり (patsy) 」と主張し、また弁護士不在についても異議を唱えている。記者に顔の傷の事を問われると「取調べ中に警官に殴られた」と語っている。ニューヨークの弁護士をつけるために2度電話するが、連絡がつかず、ダラスの弁護士協会の申し出を断っている。顔の傷はテキサス劇場での警察官との格闘時のものである。
なお、ダラス警察のジェシー・カリー本部長は勾留中のインタビューで、取調中のオズワルドの様子について「非常に横柄な態度」「犯行は全面否認しているが、（自分は）彼が間違いなく犯人と信じている」とコメントしている。「勾留中の尋問調書などはなぜか全く残っていない。」というのは間違いである。調書は、ウォーレン委員会報告に収録されている。
逮捕から2日後の11月24日午前11時21分、ダラス警察の地下駐車場で、郡刑務所へ移送される車に乗る直前にジャック・ルビーによって銃撃された。すぐに救急車でパークランド記念病院へ搬送されたが救命できず、警察は同日午後1時7分に死亡したと発表した。

### 陰謀論および仮説
暗殺事件前後に「オズワルド」を自称する者が複数目撃されたという証言や、狙撃時のオズワルドの所在について、教科書倉庫ビル2階の食堂で昼食を摂っていた姿を目撃した証言もあるなど、オズワルドは実行犯ではなく身代わりとして行動したと主張する論者が多数存在する。
マフィアとの関係が指摘されるルビーが何故容易に警察署に入ることができたのかという疑問や、ルビーがオズワルドを暗殺した理由が不可解（ルビー曰く「ジャクリーン夫人が悲しむのを見て義憤にかられた」）であること、オズワルドとルビーの間には共通の知人が何人もいたこと、さらに2人が顔見知りであったという証言もあるなど、暗殺の実行犯はオズワルドではない、あるいは単独犯ではないという説は未だ根強い。だが、ルビーは減量目的で常用してしていた覚せい剤の影響が大きいと彼自身の証言から推測できる。
オズワルドの母親のマーゲリート・オズワルドは、マルセロの運転手兼ボディーガードを務めたことのあるサム・テルミネという男や他にも暗黒街の男と親しく付き合っていたという。
しかしながらウォーレン委員会の報告によると、「様々な物的証拠を検証するとオズワルド単独犯で説明がつく」と結論されている。

## 関連書籍
- マーク・レーン 著、中野国雄 訳『ケネディ暗殺の謎 オズワルド弁護人の反証』徳間書店、1967年3月。 NCID BN04443257。OCLC 673327027。全国書誌番号:67005054。
- レオ・ソヴァージュ 著、西川一郎 訳『ケネディ暗殺事件』 上巻、合同出版、1967年10月。 NCID BN04430925。OCLC 673414693。
- レオ・ソヴァージュ 著、西川一郎 訳『ケネディ暗殺事件』 下巻、合同出版、1968年6月。 NCID BN04430925。OCLC 673711260。全国書誌番号:68005731。
- エドワード・J.エプスタイン 著、高田正純 訳『アメリカを撃った男 オズワルドの謎』早川書房、1981年10月。 NCID BN12454725。OCLC 835000562。全国書誌番号:82000963。
- ジョン・ニューマン 著、浅野輔・池村千秋 訳『オズワルド 「ケネディ暗殺犯」と疑惑のCIAファイル』TBSブリタニカ、1997年12月。ISBN 4484971127。 NCID BA35080203。OCLC 47327139。全国書誌番号:99011289。